# Jerzy Słupecki
Jerzy Słupecki (ur. 29 sierpnia 1904 w Harbinie (Mandżuria), zm. 15 stycznia 1987) – polski logik związany ze szkołą lwowsko-warszawską.

## Życiorys

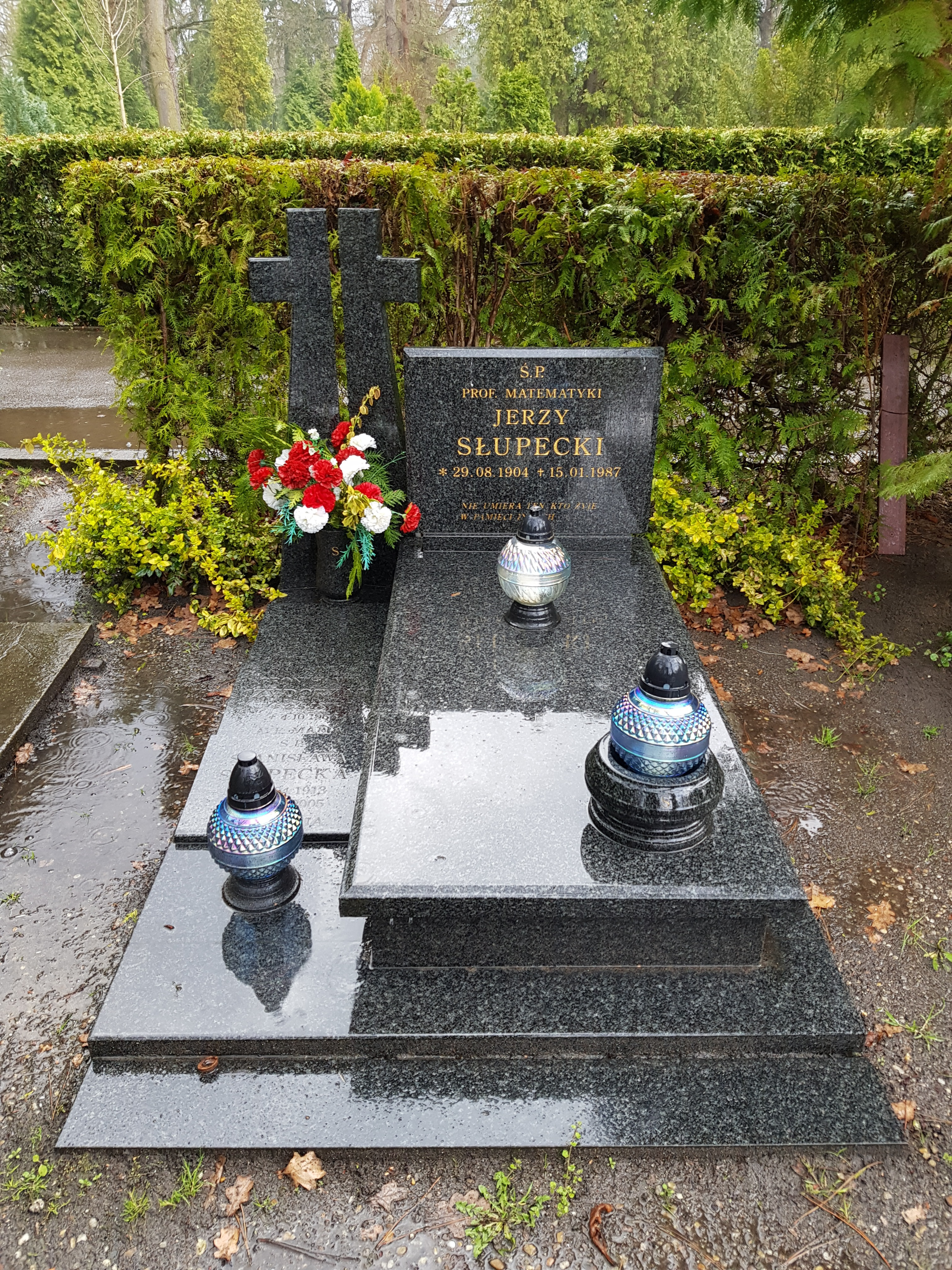
Grób prof. Jerzego Słupeckiego na Cmentarzu Grabiszyńskim we Wrocławiu

Urodzony w Harbinie w Chinach, był synem generała Stanisława Słupeckiego. Absolwent Gimnazjum im. Tadeusza Reytana w Warszawie (1926). W 1935 ukończył studia matematyczne na Uniwersytecie Warszawskim. Jego praca magisterska napisana pod kierunkiem prof. Jana Łukasiewicza uzyskała nagrodę Rady Wydziału. W 1938 doktoryzował się u prof. Łukasiewicza i stał się aktywnym członkiem warszawskiej szkoły logicznej, która uzyskała światowy rozgłos dzięki takim osobom, jak: Jan Łukasiewicz, Alfred Tarski, Andrzej Mostowski, Adolf Lindenbaum. W czasie okupacji był bardzo zaangażowany w tajne szkolnictwo i prowadził wykłady w podziemnym Uniwersytecie Warszawskim. Był też żołnierzem AK, uczestnikiem akcji Żegota. W 1945 został mianowany zastępcą profesora UMCS i kierownikiem Katedry Logiki i Podstaw Matematyki. W 1947 habilitował się na UJ. Był opiekunem pracy magisterskiej Jerzego Łosia i promotorem jego pracy doktorskiej napisanej już we Wrocławiu, dokąd przeniósł się pod koniec 1947 roku. Od tego czasu do chwili przejścia na emeryturę w 1974 był związany z Uniwersytetem Wrocławskim, będąc kierownikiem Zakładu Logiki Matematycznej. Równocześnie od 1950 r. wykładał na Wyższej Szkole Pedagogicznej w Opolu, gdzie m.in. pełnił funkcję rektora w latach 1962–1966.

## Publikacje książkowe
- O dowodzie matematycznym (1962)
- Elementy logiki matematycznej i teorii mnogości (1963)
- Logika matematyczna (1976)
- Logika i teoria mnogości (1978)
- Elementy arytmetyki teoretycznej (1980)